# Décès en 1171
Décès
- 1167
- 1168
- 1169
- 1170
- 1171
- 1172
- 1173
- 1174
- 1175

Cette page dresse une liste de personnalités mortes au cours de l'année 1171 :
- 20 janvier : Gleb Ier, Grand-prince du Rus' de Kiev de la dynastie des Riourikides.
- février : Narathu, 5e roi de Pagan, en Birmanie (République de l'Union du Myanmar).
- 20 février : Conan IV de Bretagne, comte de Richmond et duc de Bretagne.
- 1er mai : Diarmait Mac Murchada, roi de Leinster et de Dublin.
- 16 mai : Askulf Mac Torkil, dernier roi scandinave qui règne sur Dublin.
- 30 mai : Vladimir III de Kiev, Grand-prince du Rus' de Kiev de la dynastie des Riourikides.
- 3 août : Herold de Wurtzbourg, évêque de Wurtzbourg.
- 8 ou 9 août : Henri de Blois, abbé de Glastonbury puis évêque de Winchester, légat papal d'Angleterre.
- 11 août : Louis Ier de Looz, comte de Looz et comte de Rieneck, chevalier d'Empire (Reichsritter) du chapitre de Mayence.
- 2 novembre : Dionysius Bar Salibi, membre de l'Église syriaque orthodoxe, fut évêque de Manbij (Syrie) et d'Amid.
- 8 novembre : Baudouin IV de Hainaut, comte de Hainaut.

- Achard de Saint-Victor, ancien abbé de Saint-Victor de Paris, devenu ensuite évêque d'Avranches et théologien.
- Al-Adid, 14e et dernier calife fatimide.
- Al-Mustanjid, 32e calife abbasside de Bagdad.
- Archambaud VII de Bourbon, seigneur de Bourbon.
- Bertrand d'Anduze, seigneur d'Anduze, de Portes, de Lecques et de Montpezat.
- Guillaume de Mello, dix-neuvième abbé de Vézelay.
- Guillaume Ier de Ponthieu, comte de Ponthieu, sire d'Alençon et de Sées (sous le nom de Guillaume III).
- Hamon de Léon, évêque de Léon.
- Hugues VIII de Lusignan, seigneur de Lusignan.
- Ithier de Rethel, châtelain de Vitry et comte de Rethel.
- Nicolas d'Avesnes, seigneur d'Avesnes, de Condé, de Leuze et de Landrecies.
- Pierre de La Châtre, 66earchevêque de Bourges.
- Qutb ad-Dîn Mawdûd, émir zengide de Mossoul.
- Rabbenou Tam, tossafiste.
- Simon d'Oisy, seigneur d'Oisy et de Crèvecœur, châtelain de Cambrai, vicomte de Meaux.
- Thierry III de Bar, évêque de Metz.

date incertaine (vers 1171)
- Géraud Granier (ou Grenier), seigneur de Sidon, un des principaux fiefs du royaume de Jérusalem.

## Crédit d'auteurs
- Cet article est partiellement ou en totalité issu de l'article intitulé « 1171 » (voir la liste des auteurs).